# Recopa Catarinense de 2024
A Recopa Catarinense de 2024 foi a sexta edição deste torneio estadual de futebol, organizado pela Federação Catarinense de Futebol (FCF), e disputado em uma partida única entre os campeões do Campeonato Catarinense e da Copa Santa Catarina. O Criciúma conquistou o título ao vencer o Marcílio Dias por 2 a 0, em 16 de janeiro, no estádio Heriberto Hülse. Os gols foram marcados por Eder e Felipe Vizeu. Esta vitória marcou a primeira conquista do Criciúma na história da Recopa Catarinense.

## Antecedentes
Em 13 de janeiro de 2018, a Chapecoense, que detinha o título estadual da temporada anterior, enfrentou, em um amistoso, o Tubarão, campeão da Copa Santa Catarina. A partida integrou a preparação da equipe de Chapecó para o início da nova temporada e foi simbolicamente denominada Recopa Catarinense. Posteriormente, em 14 de setembro, a FCF oficializou a Recopa no calendário estadual, mantendo os mesmos moldes e programando a competição para ocorrer em janeiro, marcando assim a estreia do futebol catarinense a cada ano. Contudo, a Copa América de 2019 ocasionou alterações nos calendários estaduais, o que impossibilitou a realização da partida em janeiro. Assim, a competição foi adiada para 4 de julho de 2019.
Na primeira edição, o Figueirense derrotou o Brusque com um gol de Rafael Marques e se tornou o primeiro campeão. O Brusque, por sua vez, participou da edição seguinte e venceu o Avaí. Até a edição de 2024, esses dois clubes são os que mais venceram a Recopa Catarinense, com duas conquistas cada. Além deles, o Joinville saiu vitorioso na edição de 2021.
O Criciúma garantiu sua classificação para a edição de 2024 ao vencer o Campeonato Catarinense na temporada anterior, enquanto o Marcílio Dias conquistou a Copa Santa Catarina.

## Partida

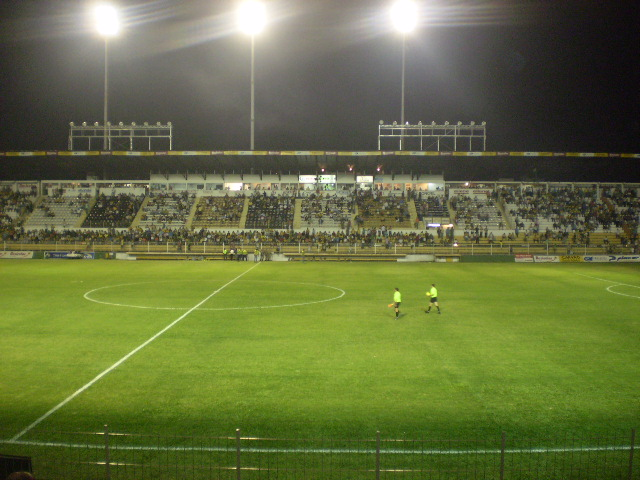
Vista do estádio Heriberto Hülse, onde a Recopa Catarinense de 2024 foi disputada.

A partida foi realizada às 21h30 de terça-feira, 16 de janeiro, no estádio Heriberto Hülse, em Criciúma. O árbitro principal foi Gustavo Ervino Bauermann, assistido pelos árbitros assistentes Kléber Lúcio Gil e Fabiano Coelho da Silva. Luiz Augusto Silveira Tisne atuou como quarto árbitro. O público presente foi de 10.037 torcedores. Já a transmissão televisiva foi realizada pelos canais SporTV e Premiere. Antes do início da partida, foram prestadas homenagens a Zagallo, e o troféu da competição recebeu o nome de Mário Jorge Lobo Zagallo.
O primeiro tempo da partida foi amplamente dominado pelo Criciúma, que conseguiu manter o controle do jogo apesar das condições adversas do gramado, que havia sido prejudicado pelas chuvas ocorridas algumas horas antes. Por sua vez, o Marcílio Dias não obteve sucesso na marcação, concedendo várias oportunidades de gol ao adversário. Na primeira boa oportunidade do Criciúma, Fellipe Mateus finalizou na trave aos 13 minutos. Pouco tempo depois, o Marcílio Dias esteve próximo de marcar um gol contra. Apesar de uma atuação superior, o gol do Criciúma só foi concretizado aos 32 minutos, quando Eder recebeu a bola pelo lado direito e fez um cruzamento para Felipe Vizeu, que finalizou praticamente com o gol vazio. Oito minutos depois, Eder completou uma cobrança de escanteio, marcando o segundo gol da partida.
Nos primeiros 10 minutos do segundo tempo, o cenário permaneceu o mesmo, e o Criciúma teve duas oportunidades para marcar o terceiro gol: uma com Fellipe Mateus e outra com Marquinhos Gabriel. Precisando do resultado, o Marcílio Dias intensificou seus ataques e quase conseguiu diminuir o placar aos 23 minutos, mas o goleiro Gustavo fez uma defesa crucial. Da mesma forma, o goleiro do Marcílio, Belliato, também evitou o terceiro gol do Criciúma. Nos minutos finais, cada equipe teve uma oportunidade de marcar. Pelo lado criciumense, Marquinhos Gabriel quase concluiu uma finalização de Renato Kayzer. Do lado itajaiense, o zagueiro Walisson Maia, do Criciúma, evitou o gol ao salvar a bola em cima da linha.
| 16 de janeiro | Criciúma                    | 2 – 0                     | Marcílio Dias | Estádio Heriberto Hülse, Criciúma                                      |
| 21:30         | Felipe Vizeu 32' · Eder 40' | Súmula Boletim financeiro |               | Público: 10 037 Renda: R$ 194.660,00 Árbitro: Gustavo Ervino Bauermann |

| Criciúma | Marcílio Dias |

| G               | 1  | Gustavo            | 90' |      |
| LD              | 13 | Jonathan           |     |      |
| Z               | 3  | Rodrigo Fagundes   |     |      |
| Z               | 4  | Walisson Maia      |     | 80'  |
| LE              | 22 | Marcelo Hermes     |     |      |
| V               | 8  | Barreto            | 42' |      |
| M               | 7  | Fellipe Mateus     |     | 80'  |
| M               | 11 | Claudinho          |     | 66'  |
| M               | 10 | Marquinhos Gabriel |     | 90'  |
| A               | 23 | Eder               |     | INT' |
| A               | 9  | Felipe Vizeu       |     |      |
| Suplentes:      |    |                    |     |      |
| G               | 12 | Kauã Moroso        |     |      |
| LE              | 6  | Guilherme Silva    |     | 90'  |
| Z               | 14 | Thiago Mina        |     |      |
| Z               | 16 | Erick Garcia       |     |      |
| V               | 5  | Baltasar Barcia    | 76' | 66'  |
| M               | 15 | Eliédson           |     | 80'  |
| M               | 17 | Eliel              |     |      |
| M               | 20 | Leo Gonçalves      |     |      |
| A               | 18 | Renato Kayzer      |     | INT' |
| A               | 19 | Eduardo Melo       |     |      |
| A               | 21 | João Carlos        | 86' | 80'  |
| Treinador:      |    |                    |     |      |
| Claudio Tencati |    |                    |     |      |

| G             | 1  | Júnior Belliato  |     |      |
| LD            | 2  | Felipe Santos    |     | 62'  |
| Z             | 3  | Silvio           |     |      |
| Z             | 4  | Sandro           | 75' |      |
| LE            | 6  | Rafael Carioca   | 43' | 76'  |
| V             | 5  | Felipe Manoel    |     |      |
| V             | 7  | Marquinhos       |     |      |
| V             | 8  | Matheus Neris    |     | INT' |
| M             | 10 | Juninho Tardelli |     | 62'  |
| A             | 9  | Zé Eduardo       |     |      |
| A             | 11 | Wendel           |     | INT' |
| Suplentes:    |    |                  |     |      |
| G             | 12 | Carlos Alexandre |     |      |
| LD            | 13 | Victor Guilherme |     | 62'  |
| Z             | 14 | Milani           |     |      |
| LE            | 16 | Felipe Santana   |     | 76'  |
| A             | 15 | Zé Vitor         |     |      |
| A             | 17 | Alex Oliveira    |     | INT' |
| A             | 18 | Davi Schwenck    |     |      |
| A             | 19 | Gustavo Poffo    |     | INT' |
| A             | 20 | Rafinha          |     | 62'  |
| Treinador:    |    |                  |     |      |
| Waguinho Dias |    |                  |     |      |

| Árbitros assistentes Kléber Lúcio Gil Fabiano Coelho da Silva Quarto Árbitro Luiz Augusto Silveira Tisne | Regras da partida - 90 minutos de tempo regulamentar - Disputa por pênaltis, se empate persistir - Máximo de 5 substituições |